# Werauhia luis-gomezii
Werauhia luis-gomezii là một loài thuộc chi Werauhia. Đây là loài đặc hữu của Costa Rica.